# Rhitymna ingens
Rhitymna ingens är en spindelart som beskrevs av Simon 1897. Rhitymna ingens ingår i släktet Rhitymna och familjen jättekrabbspindlar. Inga underarter finns listade i Catalogue of Life.